# Pseudonepanthia nigrobrunnea
Pseudonepanthia nigrobrunnea är en sjöstjärneart som först beskrevs av Ross Robert Mackerras Rowe och Marsh 1982.  Pseudonepanthia nigrobrunnea ingår i släktet Pseudonepanthia och familjen Asterinidae. Inga underarter finns listade i Catalogue of Life.